# Boris Holban
Pour les articles homonymes, voir Holban.
Boris Holban, né le 20 avril 1908 à Atachi en Bessarabie, sous le nom de Baruch Bruhman, et mort le 27 juin 2004 à Étampes (France), est un communiste roumain d'origine juive, organisateur et chef militaire des FTP-MOI de la région parisienne entre 1942 et 1944.

## Biographie

### Enfance et entre-deux-guerres
Baruch Bruhman est né en 1908 dans une famille juive du village d'Atachi puis dans la région de Tchernivtsi, dans la partie de la Bessarabie qui était alors intégrée à l'Empire russe. Sa famille quitte ensuite l'Empire russe pour s'installer dans la partie roumaine de la Bessarabie où le jeune Baruch adhère au Parti communiste roumain et participe à des actions qui lui valent de nombreuses années de prison. Privé de sa nationalité en raison de lois antisémites, il émigre en France en 1938 et s'engage en septembre 1939 dans le premier régiment de volontaires étrangers. Fait prisonnier par les Allemands dans la forteresse de Metz, il s'en évade grâce au réseau de la religieuse Hélène Studler en souvenir de laquelle il publia en 1999 un ouvrage intitulé Hélène Studler, la passeuse de liberté.

### Seconde Guerre Mondiale et résistance
En arrivant à Paris, Holban reprend son engagement communiste au sein de la Main-d'œuvre immigrée (MOI). En mai 1942, il devient le premier chef militaire des FTP-MOI de la région parisienne, organisation de lutte armée des communistes étrangers, qu'il structure en un certain nombre de groupes de combats et de services communs, avec quatre détachements: « le premier dit roumain, le second dit juif, le troisième et le quatrième dits des dérailleurs ». Selon Holban « l’accouchement fut difficile » en raison des oppositions de Boczor, chef des dérailleurs, et des réticences de Rol-Tanguy.
Le groupe est dirigé par le tchèque Karel Stefka, arrêté en décembre 1942, puis par le Bulgare Boris Milev et l’Espagnol Joaquin Olaso Piera, responsable technique. Et à partir de décembre 1942, il est mené par Alik Neuer, un Tchécoslovaque.
En juin 1943, en désaccord avec la direction nationale, Boris Holban subit des critiques transmises par Rol-Tanguy. Mais, refusant de changer de tactique, il démissionne en juillet 1943 et est remplacé par Missak Manouchian. Il s'opposait en effet à l'idée de mener davantage d'actions et considérait que les FTP-MOI subissaient déjà trop de pression de la part de la police. De fait, les policiers de la BS2 arrêtent en novembre 1943 Manouchian et 60 de ses camarades. Rappelé en décembre 1943, Holban est chargé d'exécuter le résistant Joseph Davidovitch qui était passé aux aveux.

### Après-guerre et retour en Roumanie
À la libération de Paris, Holban prend la tête, avec le grade de commandant, du bataillon 51/22 de l'armée française, où sont regroupés les FTP-MOI survivants et de nouveaux engagés. Le bataillon est dissous en juin 1945.
En août 1946, il retourne en Roumanie sur les conseils de Jacques Duclos. Il prend alors le nom de Holban et devient rapidement colonel puis général de brigade. Mais, il est démis de ses fonctions en mai 1950 pour avoir eu des contacts avec des citoyens des États-Unis, où vit son frère. Il décide de passer un diplôme d’ingénieur textile en 1954 et enseigne à Bucarest jusqu'en 1975.

### Seconde émigration en France
Il émigre une seconde fois en France en 1984 où il garde pendant dix ans le statut d'apatride avant de recevoir une carte d'identité et la légion d'honneur décernée par le président François Mitterrand.

## Mémoires
Les mémoires qu'il a rédigés, englobant« toute sa vie de militant communiste », ont montré combien la MOI a facilité à ses militants leur « intégration dans la société française », mais ont aussi rappelé à ses « détracteurs » qu'au moment de la chute du groupe de l'Affiche rouge, il était « depuis plus de trois mois en province, à la suite d'un désaccord avec son supérieur hiérarchique »,  le colonel FTP Rol-Tanguy, sur la tactique militaire du parti communiste, qu'il jugeait trop dangereuse pour les combattants.

## Distinctions
- Chevalier de la Légion d'honneur[7]
- Croix de guerre 1939–1945
- Médaille de la Résistance française (31 mars 1947)[8]

## Publications
- Testament, Paris, Calmann-Lévy, 1989, 324 p. (ISBN 978-2702117781).
- Hélène Studler, la passeuse de liberté, Gérard Klopp, 1999